# نهر تشي تاروم
نهر تشي تاروم (يالإندونيسية: Citarum) هو أطول وأكبر نهر في جاوة الغربية بإندونيسيا. إنه ثالث أطول نهر في جاوة بعد نهر سولو وبرانتس. وله دور مهم في حياة سكان جاوة الغربية، حيث يدعم الزراعة، وإمدادات المياه، وصيد الأسماك، والصناعة، والصرف الصحي، والكهرباء لـ 25 مليون شخص. وقد لوحظ أنه يعتبر من أكثر الأنهار تلوثًا في العالم.

## التاريخ
في التاريخ الإندونيسي يرتبط تشي تاروم مع مملكة تاروماناجارا في القرن الرابع الميلادي، حيث أن المملكة والنهر يتشاركان في نفس الاسم، مشتق من كلمة «تاروم» (باللغة السوندية: نبات النيلة). ازدهرت ثقافة صناعة الفخار بوني التي تعود إلى القرن الرابع قبل الميلاد والتي تعود إلى ما قبل التاريخ بالقرب من مصب النهر. تشير النقوش الحجرية والمصادر الصينية والمواقع الأثرية مثل باتوجايا وسيبوايا إلى أن سكن الإنسان وحضارته ازدهرت في وحول مصبات الأنهار ووادي النهر في وقت مبكر من القرن الرابع وحتى قبل ذلك.

## جغرافية
يتدفق النهر في المنطقة الشمالية الغربية من جاوة مع مناخ مداري موسمي في الغالب. يبلغ المعدل السنوي لدرجات الحرارة في المنطقة 24 درجة مئوية. أحر شهر هو مايو، عندما يكون متوسط درجة الحرارة حوالي 26 درجة مئوية، والبرد هو يناير عند 22 درجة مئوية. يبلغ متوسط هطول الأمطار السنوي 2646 مم. أكثر الشهور الممطرة هو يناير، بمتوسط 668 درجة ملم هطول الأمطار، والشهر الأكثر جفافًا هو سبتمبر بمعدل 14 درجة مم هطول الأمطار.

## السدود الكهرومائية والري
تم تركيب ثلاثة سدود لتوليد الطاقة الكهرومائية على طول تشي تاروم: ساجولينج، تشيراتا، وجاتلهور)، عن تزويد الكهرباء لباندونغ وجاكرتا الكبرى. كما تُستخدم مياه هذه السدود لري حقول الأرز الشاسعة في منطقة كاراوانج وبيكاسي، مما يجعل الأراضي المنخفضة في شمال غرب جاوة واحدة من أكثر مناطق زراعة الأرز إنتاجية.
يحتوي سد جاتيلهور بسعة تخزين تبلغ 3 مليارات متر مكعب على أكبر خزان في إندونيسيا.
يشكل النهر حوالي 80 في المائة من المياه السطحية المتاحة للأشخاص الذين يستخدمونه. أثر التلوث على الزراعة لدرجة أن المزارعين باعوا حقول الأرز بنصف سعرها المعتاد.

## التلوث
النهر ملوث بشدة بالنشاط البشري؛ يعيش حوالي خمسة ملايين شخص في حوضها. كانت مصانع النسيج في باندونغ وشيماهي من أكبر المساهمين في النفايات السامة. أكثر من 2000 صناعة تلوث 5020 ميل مربع من النهر بالرصاص والزئبق والزرنيخ والسموم الأخرى. وفقا لوثائقي الخضراء ووريورز اندونيسيا التي كتبها مارتن Boudot، وبعض من السموم الأخرى تشمل الكبريتات، نونيل، فثالات، PCB 180، paranitrophenol، tributylphosphate . يذكر الفيلم الوثائقي أيضًا أن التلوث الأكثر خطورة يأتي من صناعة النسيج الإندونيسية (مع وجود العديد من مصانع النسيج كجزء من جمعية المنسوجات الاندونيسية). يذكر أيضًا أن النفايات السائلة لمصنع النسيج يتم اختبارها فقط على عدد محدد جدًا من المعايير. وبالتالي، فقد اقترح أيضًا في الفيلم الوثائقي أن مراجعة إرشادات صناعة النسيج يمكن أن تشمل المزيد من المعايير مثل الكبريتات والمعادن الثقيلة.
في 5 ديسمبر 2008، وافق بنك التنمية الآسيوي على قرض قيمته 500 مليون دولار لتنظيف النهر، واصفا إياه بأنه أقذر نهر في العالم.
لاحظ أنصار حماية البيئة أن أكثر من 20 ألف طن من النفايات و 340 ألف طن من مياه الصرف الصحي من مصانع النسيج تلك يتم التخلص منها في النهر يوميًا. نتج عن هذا التلوث القضاء على جزء كبير من الأسماك النهرية التي تقدر بنحو 60٪ منذ عام 2008. 

## التنشيط
في نوفمبر 2011، بدأ تنشيط النهر بتكلفة متوقعة تبلغ 35 تريليون روبية (4 مليارات دولار) على مدى 15 عامًا. يتم التنشيط من جبل وايانغ عبر ثماني مقاطعات وثلاث مدن لمسافة 180 كيلومترًا. الهدف في السنوات الثلاث الأولى هو جمع 10.5 مليون متر مكعب من الترسيب. في فبراير 2018، أطلق رئيس إندونيسيا جوكو ويدودو خطة مدتها سبع سنوات لتنظيف النهر بالكامل لتحقيق حالة مياه الشرب النظيفة، وأمر 7000 جندي نظامي بتنظيف الأجزاء المخصصة من النهر على أساس منتظم. لديهم صلاحيات لإغلاق المنافذ التي تنقل المياه العادمة الملوثة من المصانع إلى النهر ويقومون بتركيب مرافق لمعالجة القمامة ومعالجة المياه. المشاكل هي - نقص الأموال اللازمة لمواصلة العمل، ونقص التنسيق على المستوى المحلي، والرشاوى التي تدفعها المصانع لتجنب التغيير، وتآكل التربة في المنبع من إزالة الغابات مما يعزز غمر النهر السفلي. ولكن مع الدعاية الأوسع على الإنترنت، والآن التطبيق الحكومي من أعلى إلى أسفل، يأتي المزيد من المستشارين الأجانب للتوصية بالتغييرات الضرورية في المراحل الأولى، وبدأت حملات التوعية المحلية ومكافحة البلاستيك في الظهور.

## روابط خارجية
- أكثر الأنهار تلوثًا في إندونيسيا . 101 شرق، الجزيرة الإنجليزية، 3. مايو 2018 (فيديو، 25 دقيقة.)
- "Remote Sensing data application for Citarum River Integrated Management" (PDF). مؤرشف من الأصل (PDF) في 2007-09-28. (6.29 MiB)
- «أكثر 15 مكانًا للعيش سامة» عبر شبكة الطبيعة الأم
- «بحر القمامة» - صور تلوث نهر سيتاروم
- أقذر نهر في العالم - صور
- Citarum - Bahasa (محدث بشكل رئيسي) والموقع الإنجليزي فيما يتعلق بالمعلومات حول جهود استعادة نهر Citarum
- مركز معرفة سيتاروم - معلومات عن الأبحاث، كل شيء من المنشورات العلمية إلى مجموعات الأدوات للبحوث التطبيقية وملخصات السياسات حول جهود استعادة نهر سيتاروم. يمكن تنزيل جميع المواد مجانًا من الموقع.
- «إنقاذ نهر سيتاروم.» مثير للاهتمام في بعض الأحيان . 09 نوفمبر 2013